# Camp Nou Municipal
Lo stadio Camp Nou Municipal, conosciuto anche come Estadi Municipal de Reus, è un impianto multi-uso situato nella città catalana di Reus, in Spagna. Attualmente, vi si giocano principalmente le partite di calcio e ospita i match del Club de Futbol Reus Deportiu.

## Storia
Lo stadio è stato inaugurato nell'ottobre del 1977 ed ha preso il nome di Camp Nou, in quanto sostituisce il vecchio impianto del club (Calle de Gaudí). Oltre al campo da calcio, sono presenti anche un campo da rugby e un centro polisportivo.
Nel maggio 2016 è stata annunciata una ristrutturazione dell'impianto e dell'area ad esso circostante, in modo che lo stadio possa rispettare i criteri della Liga de Fútbol Profesional.